# David Mocatta
 (mai 2021).
Si vous disposez d'ouvrages ou d'articles de référence ou si vous connaissez des sites web de qualité traitant du thème abordé ici, merci de compléter l'article en donnant les références utiles à sa vérifiabilité et en les liant à la section « Notes et références ».
David Mocatta (né en 1806 et mort le 1er mai 1882 à South Kensington, Londres) est un constructeur de pont. Il a notamment construit la gare de Brighton inaugurée le 21 septembre 1841 et la gare de Hassocks au comté de Sussex de l'Ouest.